# Hylaeus iridipennis
Hylaeus iridipennis is een vliesvleugelig insect uit de familie Colletidae. De wetenschappelijke naam van de soort is voor het eerst geldig gepubliceerd in 1906 door Schrottky.